# Biscutella valentina
Biscutella valentina là một loài thực vật có hoa trong họ Cải. Loài này được (Loefl. ex L.) Heywood mô tả khoa học đầu tiên năm 1962.